# Dasylophia anguina
Dasylophia anguina är en fjärilsart som beskrevs av John Abbot och Smith 1797. Dasylophia anguina ingår i släktet Dasylophia och familjen tandspinnare. Inga underarter finns listade i Catalogue of Life.

## Bildgalleri

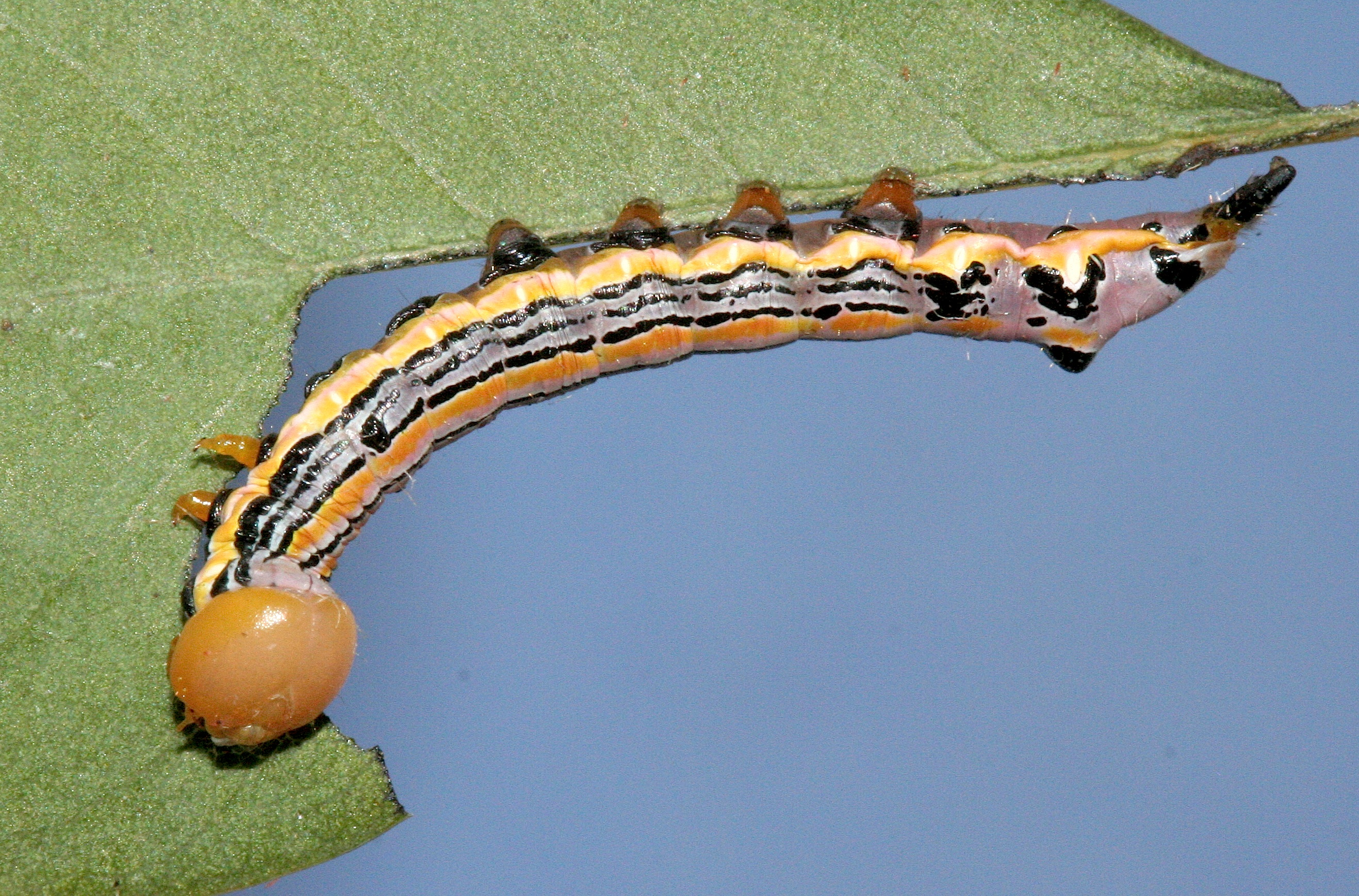